# Огилби, Джон
Джон Огилби (англ. John Ogilby, Ogelby, Oglivie; 17 ноября 1600, близ Эдинбурга — 4 сентября 1676, Лондон) — шотландский картограф, переводчик, театральный деятель, антрепренёр, издатель.

## Биография

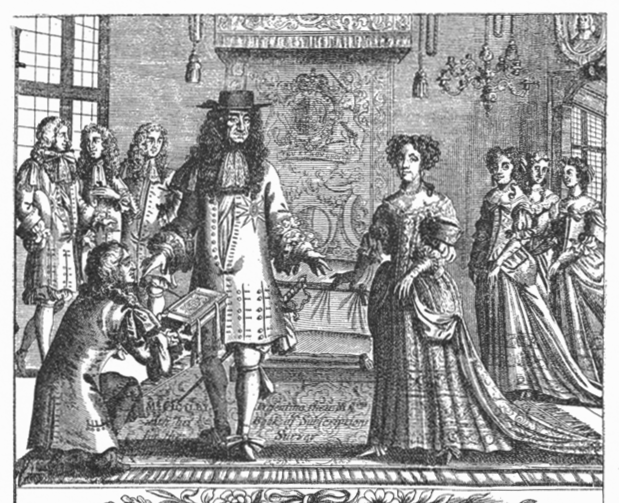
Огилби на приёме у короля Карла II и королевы с просьбой оказать финансовую поддержку для печати его Космографии

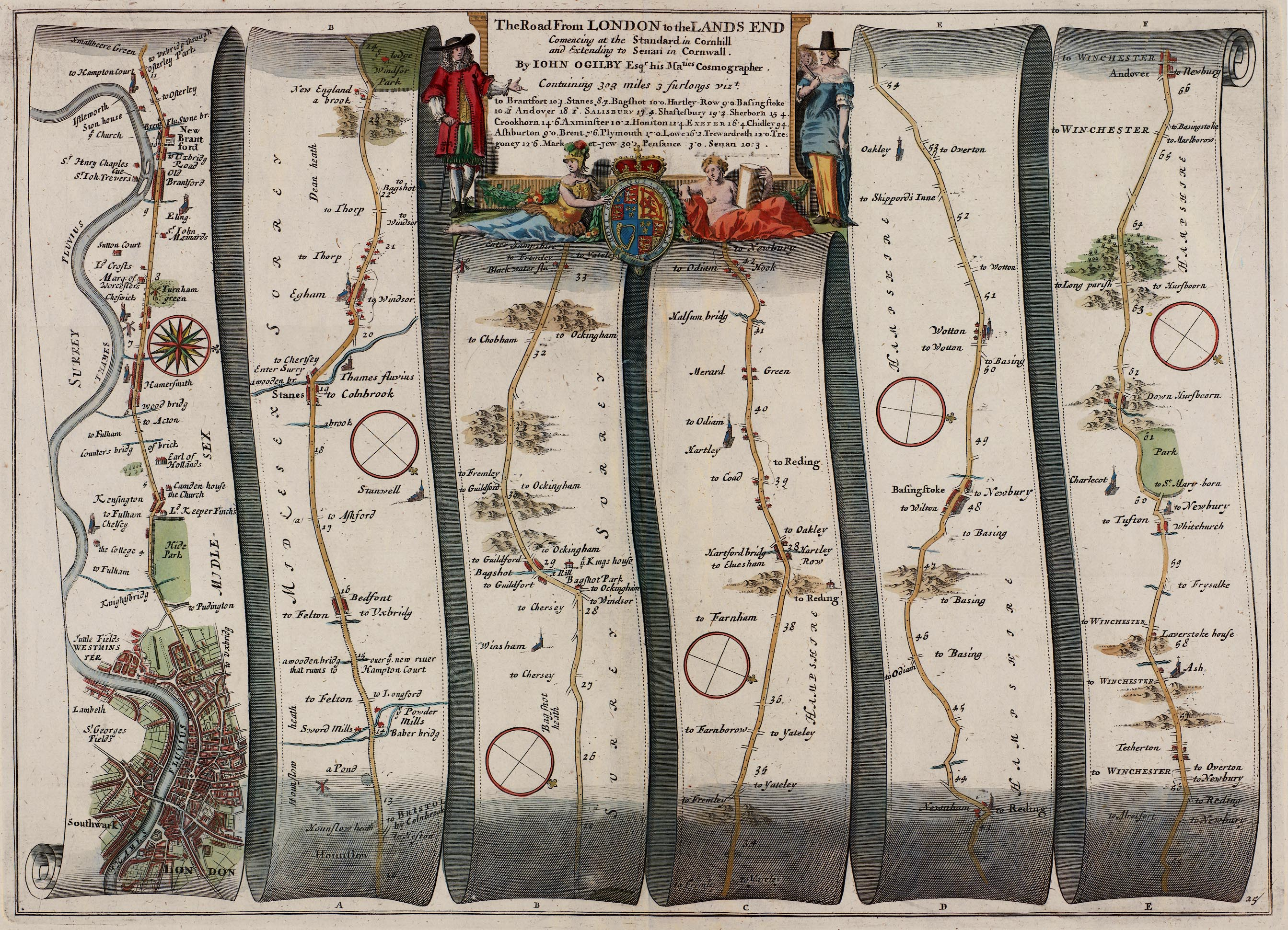
Фрагмент карты дорог из Лондона в Холихед, напечатанные в «Britannia» (1675)

Учился танцам. Некоторое время после завершения учёбы, был придворным танцовщиком. Однако, неудачно упав во время исполнения танца в маске, получил травму, которая прервала его карьеру. Позже, умело управляя своими финансами, основал собственную школу танцев.
Благодаря связям, поступил на службу к Томасу Уэнтуорту, 1-му графу Страффорду, впоследствии ставшему его покровителем. Стал воспитателем детей графа.
В 1637 году основал первый в Дублине (Ирландия) популярный театр «Werburgh Street Theatre», закрытый в результате Ирландского восстания (1641). В ходе Английской революции в 1641 году его покровитель был казнен на эшафоте.
Оставшись без денег Д. Огилби, занялся переводами с латыни и греческого языка, среди его переводов произведения Вергилия, Эзопа и Гомера. Издания Огилби были богато иллюстрированы, среди иллюстраторов был Вацлав Холлар.
После великого пожара в Лондоне в 1664 году он установил в Сити печатный станок, и издал много великолепных книг, наиболее интересными из которых были географические атласы, серии гравюр и карт и другое.
В 1674 году Огилби был назначен космографом короля Англии Карла II.
В 1675 году, став картографом, Джон Огилби изучил и внёс на карту 23 000 миль дорог в Англии и ввёл в употребление термин road в его нынешнем значении. Он автор первого британского дорожного атласа «Britannia» (1675), который установил стандарт для дорожных карт. Ещё одним нововведением стал масштаб Огилби от одного дюйма до мили (1/63360). Они отмечены и пронумерованы на каждой карте, мили далее разделены на фарлонги.
Умер в Лондоне и был похоронен в церкви Святой Невесты. Во время бомбардировки Лондона ВВС Третьего Рейха в 1940 году его могила была полностью разрушена.
- Эта статья (раздел) содержит текст, взятый (переведённый) из одиннадцатого издания «Британской энциклопедии», перешедшего в общественное достояние.